# 旭川運輸支局

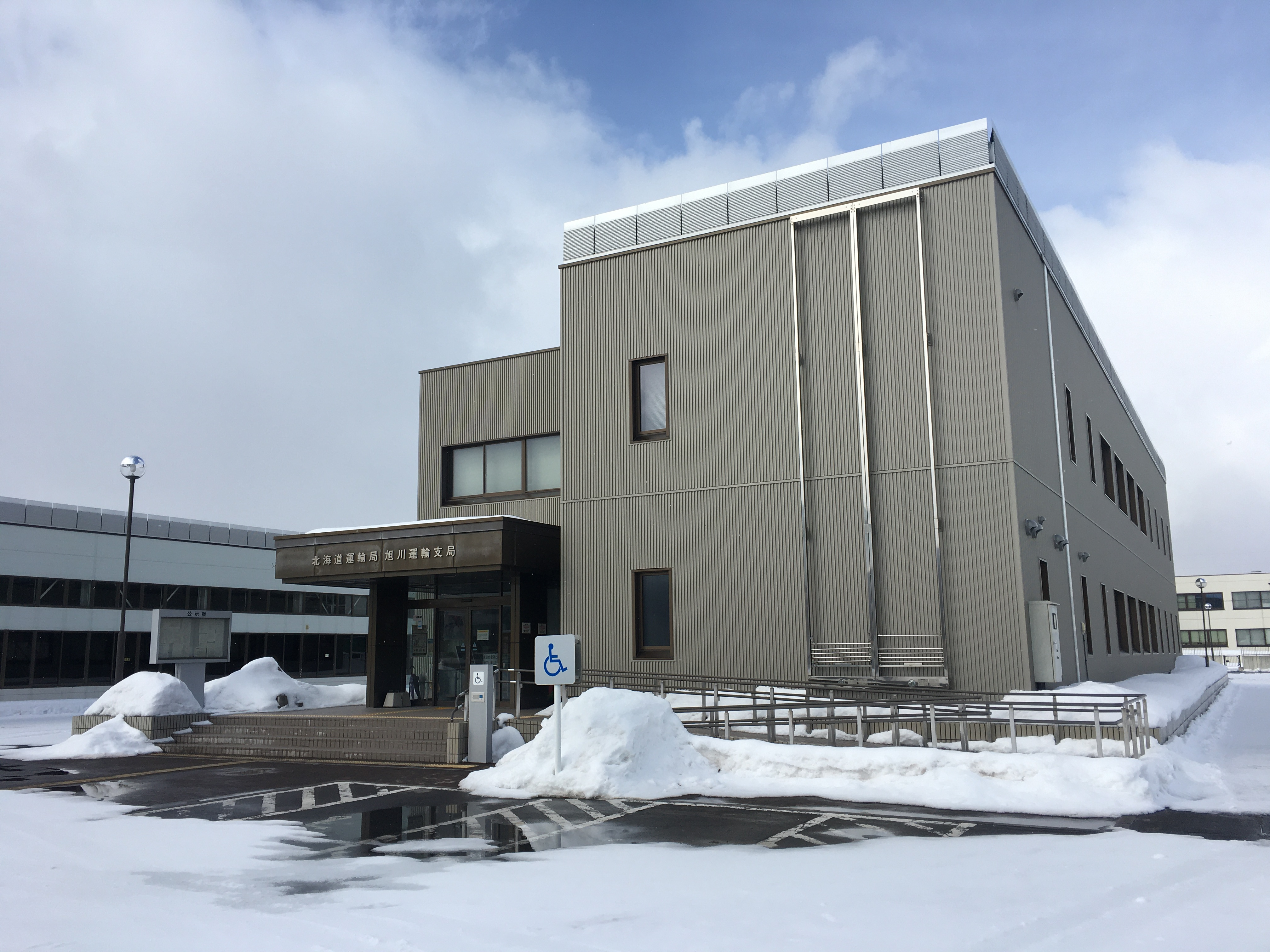
旭川運輸支局（2020年2月）

旭川運輸支局（あさひかわうんゆしきょく）は運輸支局のひとつ。
自動車登録関係等の陸運部門と船員手帳の交付や船員失業保険の申請等を行う海事部門で所在地が異なる。

## 所在地
本庁舎（陸運部門担当）
北海道旭川市春光町10-1
稚内庁舎（海事部門担当）
北海道稚内市開運2丁目2-1 稚内港湾合同庁舎

## 管轄区域
上川総合振興局管内、留萌振興局管内、宗谷総合振興局管内と、空知総合振興局の深川市、雨竜郡である。
- 北海道のうち旭川市・士別市・名寄市・富良野市・留萌市・稚内市・深川市・上川郡鷹栖町・東神楽町・当麻町・比布町・愛別町・上川町・東川町・美瑛町・和寒町・剣淵町・下川町・勇払郡占冠村・空知郡上富良野町・中富良野町・南富良野町・中川郡美深町・音威子府村・中川町・増毛郡・留萌郡・苫前郡・天塩郡・宗谷郡・枝幸郡・礼文郡・利尻郡・雨竜郡

陸運部門で交付される自動車のナンバープレートは「旭川」ナンバーになる。
（日本最北のナンバーである。）
- 1988年以前に交付されていたナンバープレートは「旭」ナンバーであった。